# Aoi Macuri

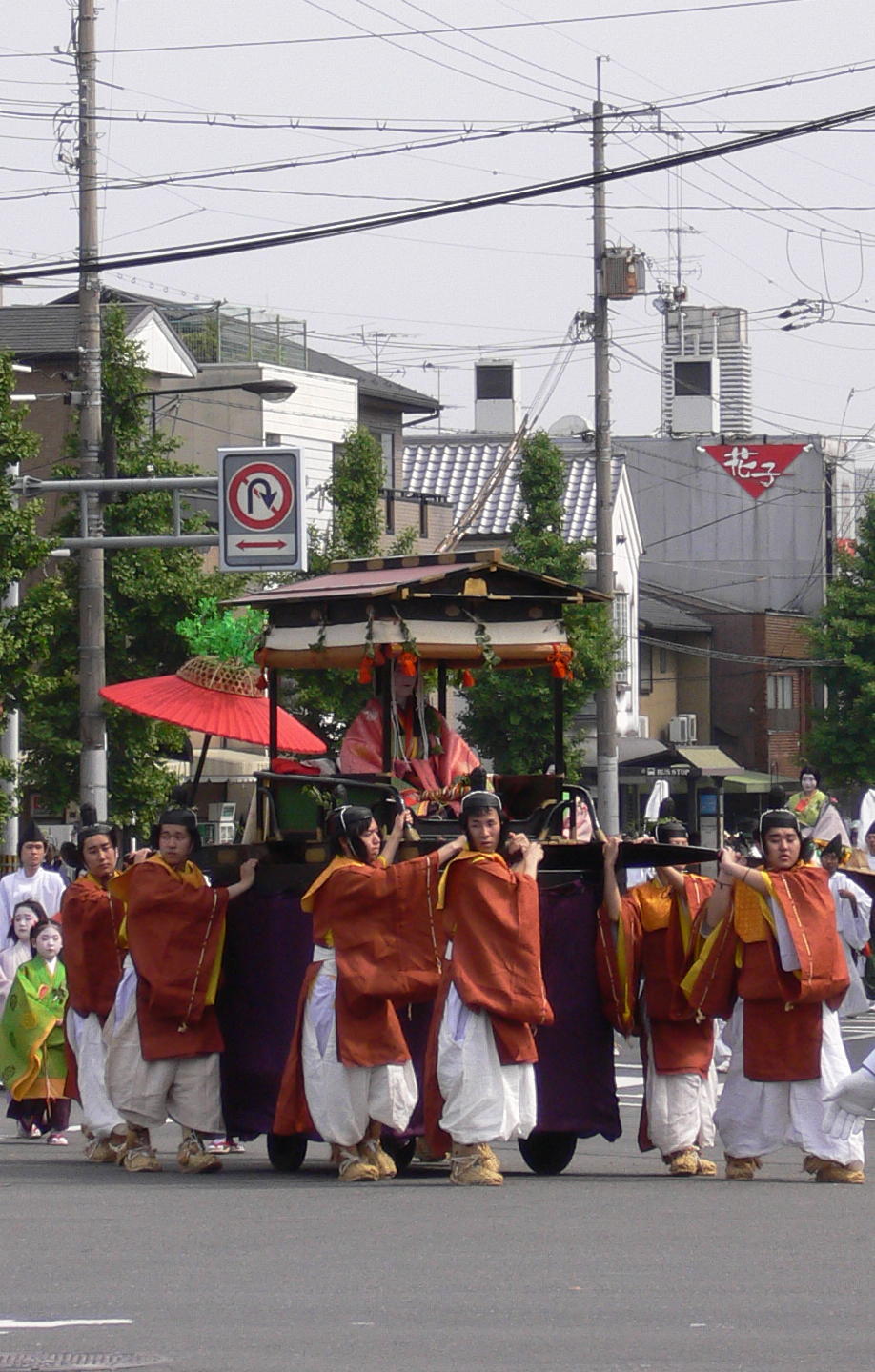
Aoi Matsuri

Aoi Matsuri je svátek, který se každoročně slaví 15. května v Kjótu. Je jednou ze tří hlavních slavností v městě.
Původ Aoi Matsuri se datuje do 7. století. Velmi populárním se stal v středověku.
Během festivalu poslové opouští Císařský palác a putují k svatyni Shimogamo a poté k svatyni Kamigamo. Účastníci průvodu jsou oblečeni v kostýmech z období Heian.
Koná se také mnoho doprovodných akcí pro diváky.